# پاسیفیک (واشینگتن)
پاسیفیک (به انگلیسی: Pacific) شهری در شهرستان کینگ ایالت واشینگتن است که در سرشماری سال ۲۰۱۰ میلادی، ۶۶۰۶ نفر جمعیت داشته است.